# Raúl Chappell
Pour les articles homonymes, voir Chappell (homonymie).
Raúl Chappell Morales, né à Callao le 23 juillet 1911 et mort aux États-Unis en mai 1977, est un footballeur péruvien des années 1930 jouant au poste de défenseur central. Il s'est reconverti en entraîneur.

## Biographie
Joueur emblématique du Sport Boys, Raúl Chappell y joue durant une bonne partie des années 1930 (sauf une parenthèse à l’Atlético Frigorífico entre 1931 et 1932) et à l'occasion de remporter deux championnats du Pérou en 1935 et 1937, à chaque fois comme capitaine de l'équipe. Il prend sa retraite à 28 ans en raison d'une grave blessure aux ménisques du genou.
International péruvien (sept matchs, pas de but marqué), il fait partie de la délégation péruvienne participant aux JO de Berlin en 1936 (aucun match joué). En revanche, il prend part à trois rencontres du championnat sud-américain de 1939 que le Pérou remporte à domicile.
Devenu entraîneur, il dirige son club de cœur, le Sport Boys, lors du championnat 1943. En 1954, il est nommé à la tête de l'équipe du Pérou U20 à l'occasion du championnat sud-américain des moins de 20 ans au Venezuela où ses joueurs se hissent à la 4e place.
Retiré du milieu du football, Raúl Chappell part vivre aux États-Unis où il meurt en 1977.

## Palmarès(joueur)
| Sport Boys - Championnat du Pérou (2) : - Champion : 1935 et 1937. |  | Pérou - Championnat sud-américain (1) : - Vainqueur : 1939. - Jeux bolivariens (1) : - Vainqueur : 1938. |